# Karl Alexander von Winkler
Karl Alexander von Winkler (auch Karl Winkler oder Carl Winkler; * 4. Julijul. / 16. Juli 1860greg. in Tallinn; † 5. August 1911 in Dresden) war ein deutschbaltischer Landschaftsmaler und Aquarellist.

## Leben

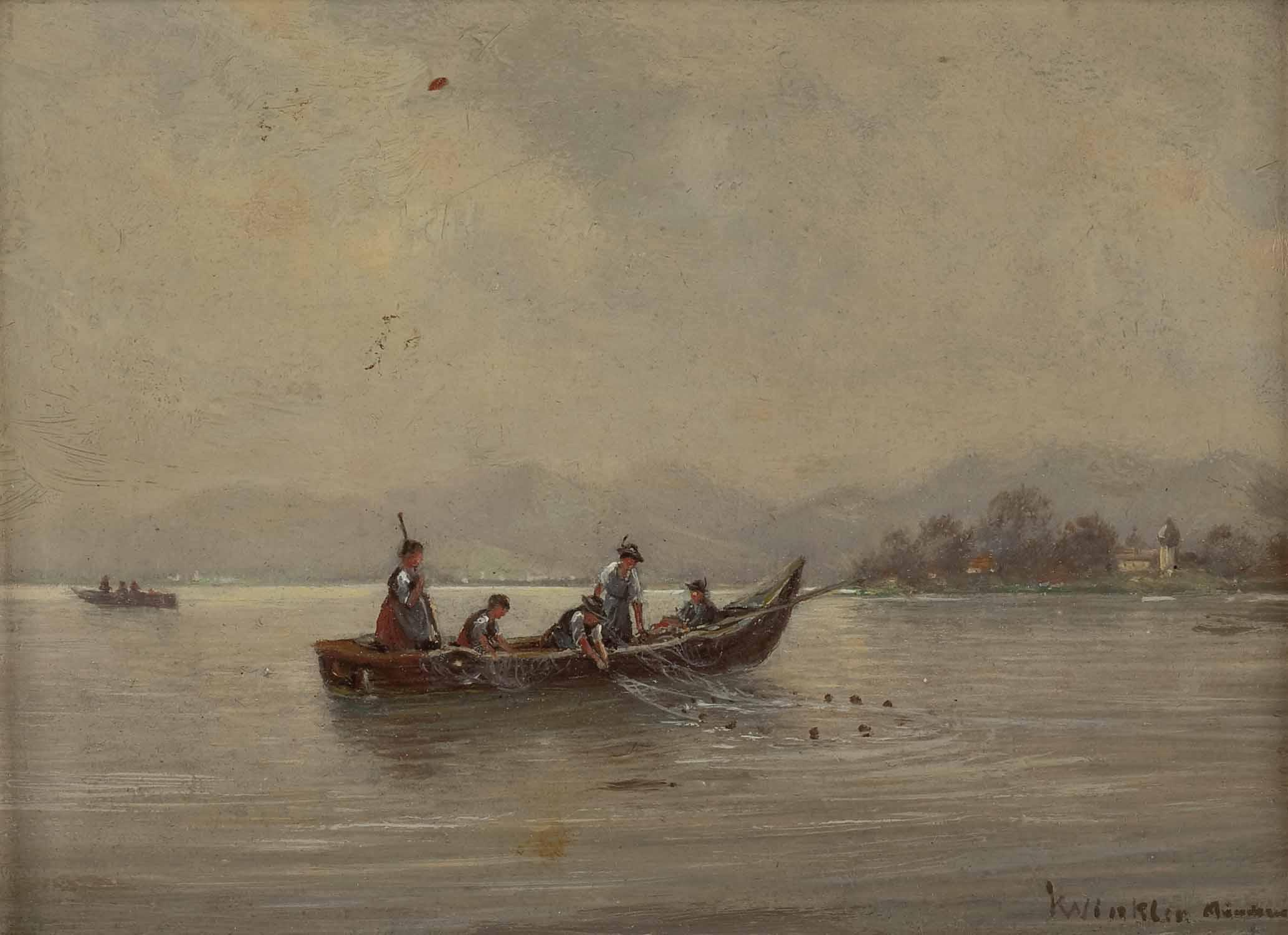
Fischerboot auf dem Chiemsee

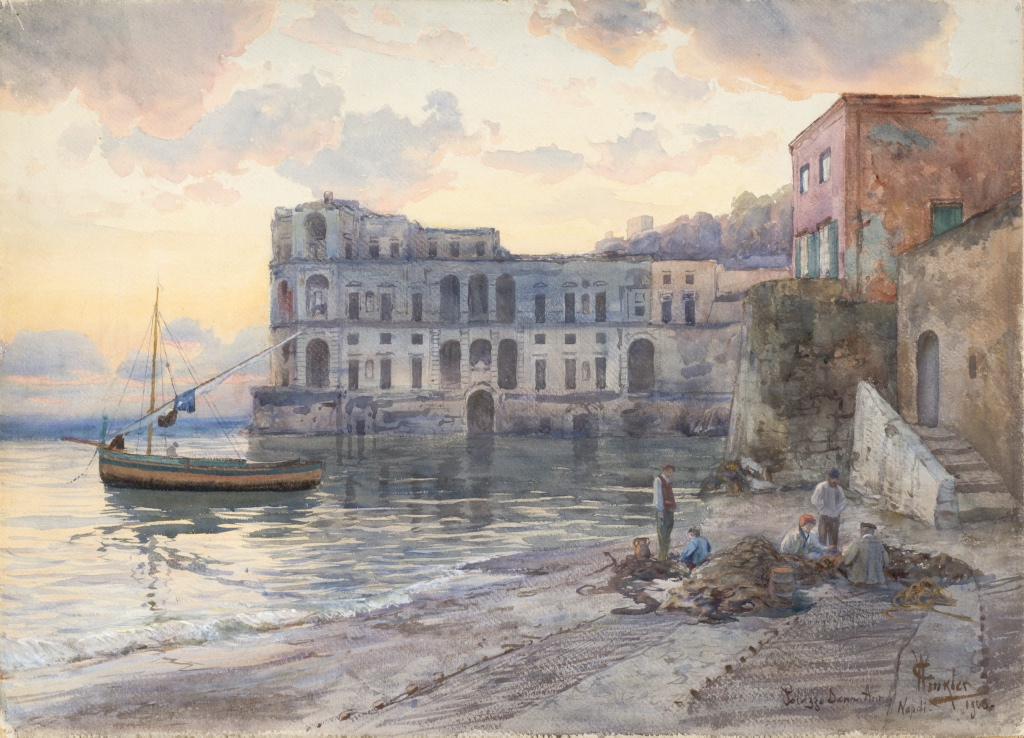
Palazzo Donna Anna in Neapel

Karl Alexander von Winkler stammte aus einer seit dem 17. Jahrhundert in Estland ansässigen Pastorenfamilie, die womöglich bereits 1650 in den Reichsadelsstand, in jedem Fall 1838 in den russischen Adel erhoben wurde. Sein Vater war der Arzt Alexander Winkler, seine Mutter Annette Luise, geb. Knüpffer, war eine Schwester des Architekten Rudolf Otto von Knüpffer (1831–1900). Der Pastor Adam Rudolf Winkler war sein Bruder.
Er schloss 1879 die Domschule in der estnischen Hauptstadt ab. Er studierte bis 1884 an der Philosophischen Fakultät der Kaiserlichen Universität Dorpat Sprachwissenschaft. Während seines Studiums besuchte er gleichzeitig Zeichenkurse bei Rudolf Julius von zur Mühlen (1845–1913). Von 1889 bis 1891 studierte von Winkler Malerei an verschiedenen Orten in der Schweiz, in Frankreich und in Deutschland.
Von 1892 bis 1905 lebte von Winkler hauptsächlich in der estnischen Hauptstadt Tallinn (Reval). Später ließ er sich in Dresden-Loschwitz nieder.
Nach seinem Tod wurde von Winkler ins Baltikum überführt und auf dem Friedhof von Mõigu (heute Stadtteil von Tallinn) beigesetzt.

## Werk
Karl Winkler ist vor allem für seine Landschafts- und Stadtansichten berühmt geworden. Sie zeigen u. a. die Landschaften Norwegens (1898) sowie die Städte Narva (1909) und Tallinn (1910).